# 伊藤由佳理
伊藤 由佳理（いとう ゆかり）は、日本の数学者。専門は代数幾何学。東京大学カブリ数物連携宇宙研究機構教授。日本学術会議会員。日本数学会賞建部賢弘特別賞受賞。

## 人物・経歴
東京都立国立高等学校を経て、1992年名古屋大学理学部数学科卒業。1996年東京大学大学院数理科学研究科数理科学専攻博士課程修了、博士（数理科学）、日本学術振興会特別研究員（京都大学数理解析研究所）。同年東京都立大学理学部助手。1997年からマンハイム大学に留学し、アメリカで出産を経験。2001年日本数学会賞建部賢弘特別賞受賞。2003年名古屋大学大学院多元数理科学研究科講師。2007年名古屋大学大学院多元数理科学研究科准教授。2017年東京大学カブリ数物連携宇宙研究機構教授。2020年日本学術会議会員。2022年アジア科学アカデミー・科学協会連合（AASSA）理工学における女性委員会（WISE）特別委員会委員。専門は代数幾何学。

## 著作

### 著書
- 『研究するって面白い! : 科学者になった11人の物語』（編著）岩波ジュニア新書 2016年
- 『美しい数学入門』岩波新書  2020年

### 訳書
- M.リード著『可換環論入門』岩波書店 2000年